# Tetraopes comes
Tetraopes comes là một loài bọ cánh cứng trong họ Cerambycidae.